# 2010-е годы
2010-е (две ты́сячи деся́тые) го́ды по григорианскому календарю — промежуток времени с 1 января 2010 года по 31 декабря 2019 года, включающий 2010 год 1-го десятилетия   и с 2011 по 2019 годы    2-го десятилетия XXI века 3-го тысячелетия.  Они закончились 6 лет назад.

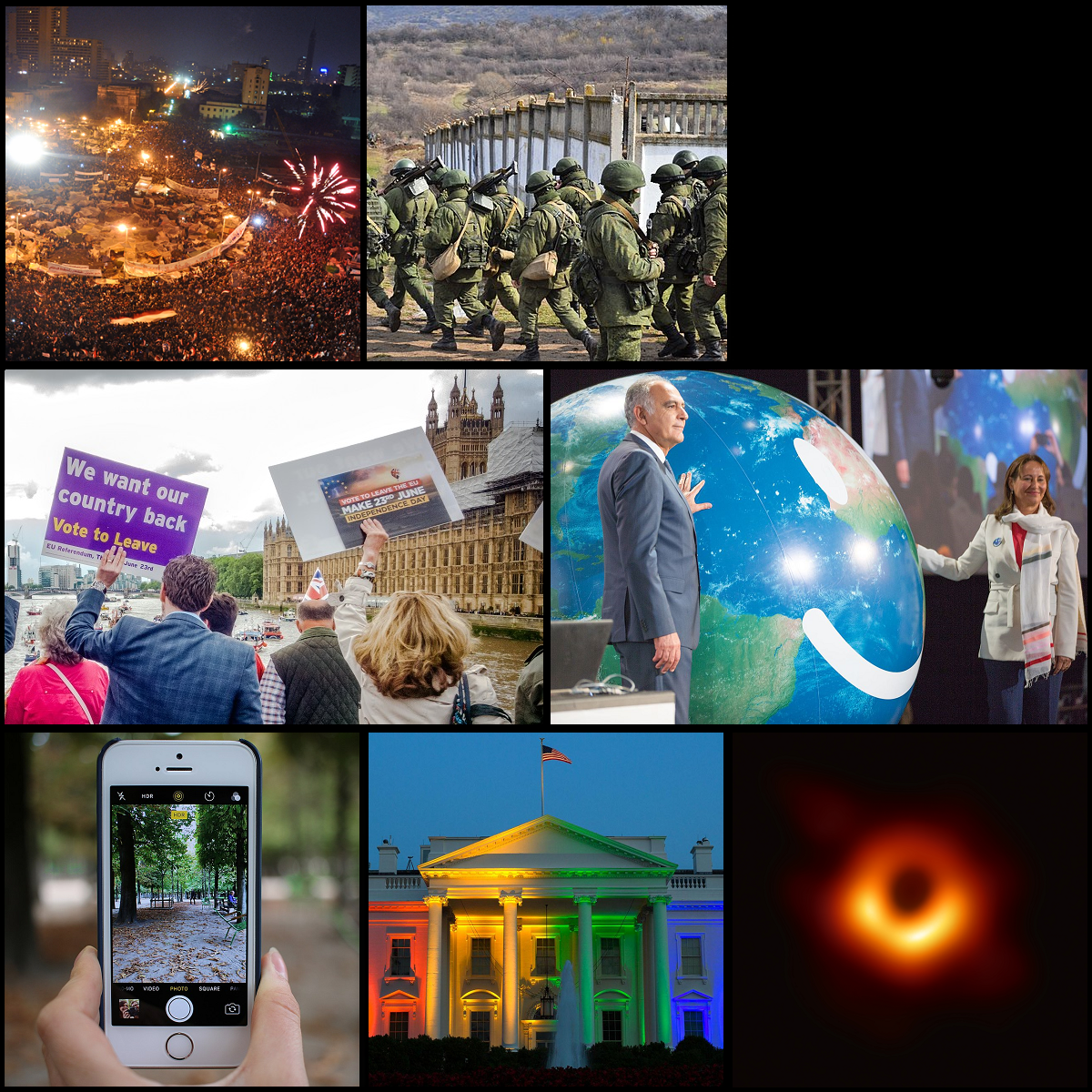
По часовой стрелке, с левого верхнего угла: Арабская весна — массовые протесты в странах исламского мира в 2010—2012 годах; российские солдаты в Крыму в марте 2014 года; ИГИЛ совершает теракты и захватывает территории в Сирии и Ираке; Парижское соглашение, подписанное в 2015—2016 годах с целью предотвратить дальнейшее глобальное потепление; Телескоп горизонта событий получает первую в истории фотографию чёрной дыры; однополые браки легализуются в США по делу Обергефелл против Ходжеса; растущее использование цифровых и мобильных технологий; референдум в Великобритании о выходе из ЕС проведён в 2016 году

Десятилетие характеризуется новой холодной войной — политическим конфликтом США и их союзников с Россией и Китаем, а также обострением противоречий между консерватизмом и либерализмом, революциями и гибридными войнами на Ближнем Востоке и Украине, притоком мигрантов из стран «третьего мира» в США и ЕС и попытками борьбы с ним.
В культуре ключевое место занимает интернет: интернет-знаменитости, блогеры и стримеры, видеохостинги и интернет-телевидение. Самой популярной музыкой становится хип-хоп, переживают расцвет дабстеп и синтвейв. В мире кино доминируют крупные голливудские франшизы, фантастические «киновселенные», но растёт и влияние азиатского рынка. Эфирное телевидение и печатные издания переживают спад популярности, вытесняемые интернетом. В этом десятилетии получили широкое распространение мобильные видеоигры и смартфоны.
В качестве прозвища 2010-х предлагались варианты «потерянные» или «ностальгирующие».

## Важнейшие события

### Политика и общество
- Экономический кризис (2008—2012).

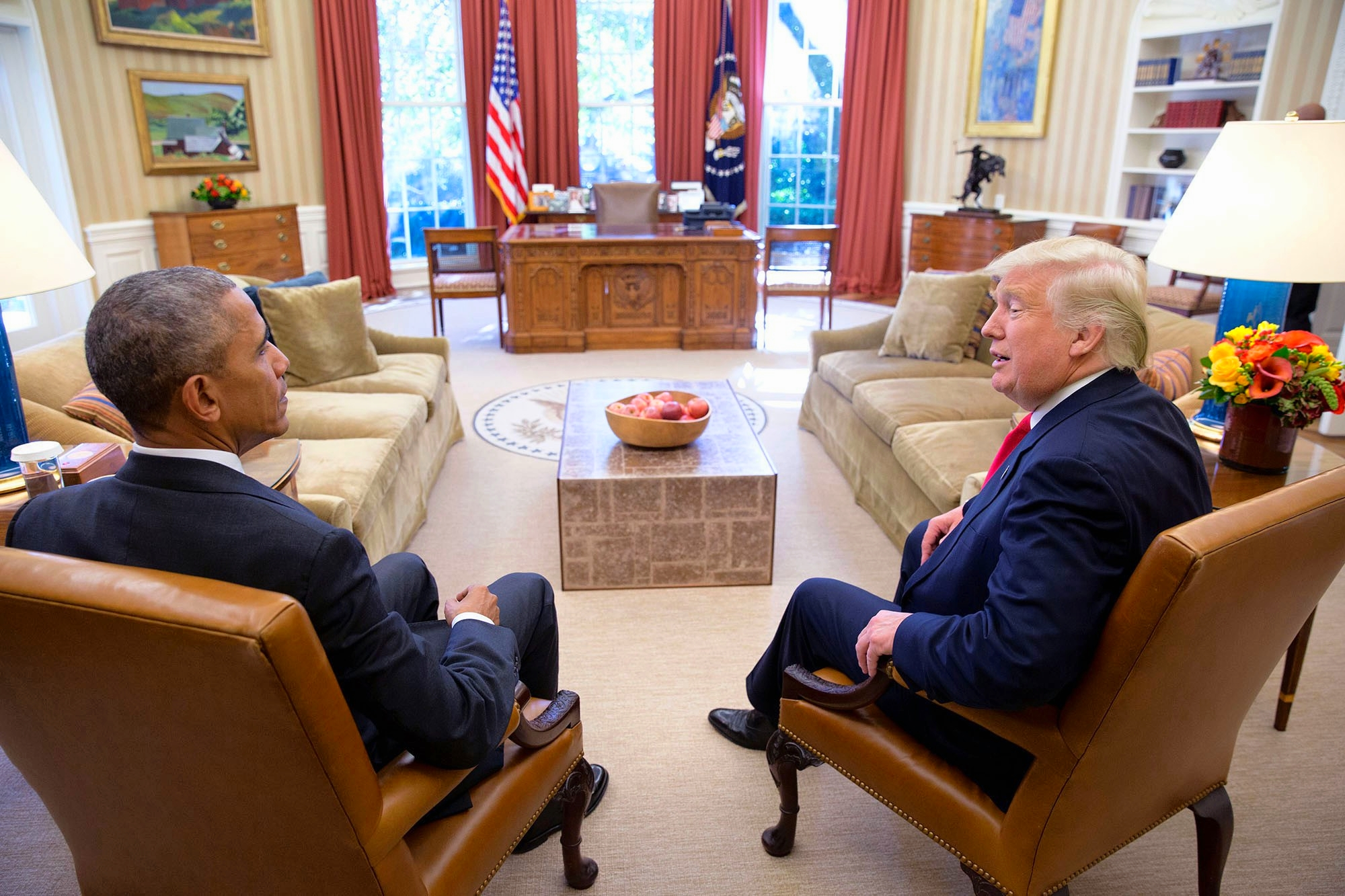
Барак Обама был президентом США в начале и середине 2010-х. Дональд Трамп занял этот пост в конце 2010-х

- Глобальные протесты 15 октября 2011 года[англ.].
- Появление массового оплачиваемого интернет-троллинга.

#### США
- Президентство Барака Обамы (2009—2017).
- Обмен заключёнными шпионами между Россией и США (2010).
- Движение «Захвати Уолл-стрит» (2011).
- Кредитный рейтинг США снижен с AAA до АА+ (2011).
- Разглашение засекреченной информации Сноуденом (2013; PRISM).
- Беспорядки в Фергюсоне (2014).
- Протесты против Дональда Трампа после его победы в президентских выборах (2016).
- «Марш женщин» (2017).
- Акция протеста в поддержку Дональда Трампа[англ.] (2017).
- Публикация документов «Vault 7» (2017).
- Обострение идеологической борьбы консерватизма и либерализма, в особенности в США. Появление враждующих движений «воинов социальной справедливости» и «альтернативных правых» (2017).
- «Марш за наши жизни» (2018).

#### Европа
- Европейский долговой кризис (с 2010).
- Европейский стабилизационный механизм (2012).
- Политический кризис в Бельгии (2007—2011).
- Общенациональная забастовка и акции протеста в Греции (2010—2012).
- Беспорядки в Англии (2011).
- Вступление Хорватии в Европейский союз (2013).
- Движение против жёсткой экономии в Евросоюзе[англ.] (2010—2012)
  - Движение против жёсткой экономии в Великобритании[англ.]
  - Движение против жёсткой экономии в Ирландии[англ.]
  - Движение против жёсткой экономии в Испании
  - Движение против жёсткой экономии в Португалии[англ.]
  - Движение против жёсткой экономии в Греции
- Европейский миграционный кризис (с 2015).

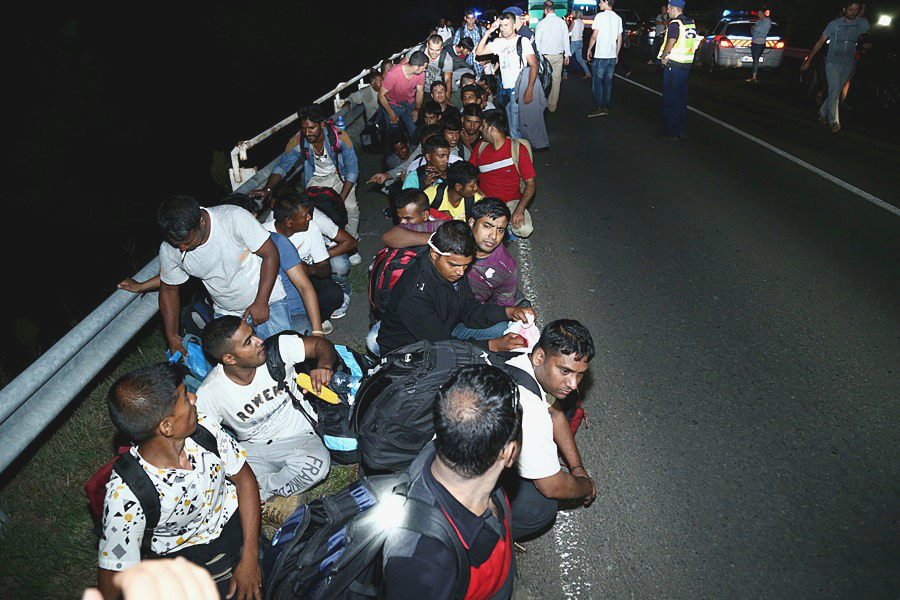
Ближневосточные мигранты в Венгрии в 2015 году. В 2010-е Европа переживает миграционный кризис

- Референдум о независимости Шотландии (2014). Референдум о членстве Великобритании в ЕС (2016). Скандал с отравлениями в Солсбери и Эймсбери (2018).
- Парижское соглашение по изменению климата (2015).
- Конституционный кризис в Испании (2017). Референдум о независимости Каталонии (2017). Баскская сепаратистская организация ЭТА объявила о самороспуске (2018).
- Движение жёлтых жилетов во Франции, Бельгии и Нидерландах (с 2018).

#### Страны бывшего СССР и СНГ
- Таможенный союз ЕврАзЭС (2010), Единое экономическое пространство (2012), Евразийский экономический союз (ЕАЭС) (2015).
- Революция в Кыргызстане (2010).
- Протесты в Казахстане: Расстрел рабочих в Жанаозене (2011).
- Политический кризис на Украине/Евромайдан (2013—2014):
  - Протесты и захват административных зданий в городах Украины (2014).
  - Отстранение Виктора Януковича (2014).
- Захват и Аннексия Крыма (2014).
- «Русская весна» (2014).
- Война в Донбассе (2014—2022).
- Инцидент в Керченском проливе (2018).
- Протесты в Армении: 2015, 2018.
- Вооружённые столкновения в Нагорном Карабахе (2016).

#### Ближний Восток и Средняя Азия
- Саммиты по ядерной безопасности (2010[англ.]; 2012[англ.]; СНВ-III). Кибератака на ядерные объекты Ирана (2010; операция «Олимпийские игры»).
- Война против терроризма. Утечка дипломатических телеграмм США (2010; WikiLeaks; Мэннинг).
  - Война в Афганистане (2001—2021).
  - Иракская война (2003—2011).
  - Война в Северо-Западном Пакистане. Смерть Усамы бен Ладена (2011). Волнения в Пакистане (2011—2013).
- Арабская весна: массовые протесты и вооружённые конфликты в странах Северной Африки и на Ближнем Востоке (2010—2011). Нападения на дипломатические миссии США (2012).
- «Арабская зима»:
  - Революция в Тунисе (2010—2011).
  - Волнения в Алжире (2010—2012).
  - Гражданская война в Ливии (c 2011). Убийство Муаммара Каддафи.
  - Революция в Египте (2011). Военный переворот в Египте (2013).
  - Волнения в Бахрейне (2011).
  - Революция в Йемене (2011—2012). Гражданская война в Йемене (с 2014).
  - Гражданская война в Сирии (c 2011). Фактическая независимость Исламского государства (до 2017) и Курдистана.
    - Военная операция России в Сирии (с 2015).
- Волнения в Турции (2013).
- Попытка военного переворота в Турции (2016).
- Конституционный референдум, упразднивший должность премьер-министра (2017).
- От Судана отделился Южный Судан (2011).
- Голод в Восточной Африке (2011).
- Туарегское восстание (2012—2013).
- Религиозные столкновения в Нигерии (2015—2022).
- Эпидемия лихорадки Эбола (2014).
- Военный переворот в Зимбабве (2017).
- Мирный договор между Эфиопией и Эритреей (2018).
- Военный переворот в Судане (2019).
- Аресты в Саудовской Аравии (2017).
- Отмена запрета на вождение автомобиля женщинами в Саудовской Аравии (2018).
- Убийство Джамаля Хашогги (2018).

#### Дальний Восток и Южная Азия

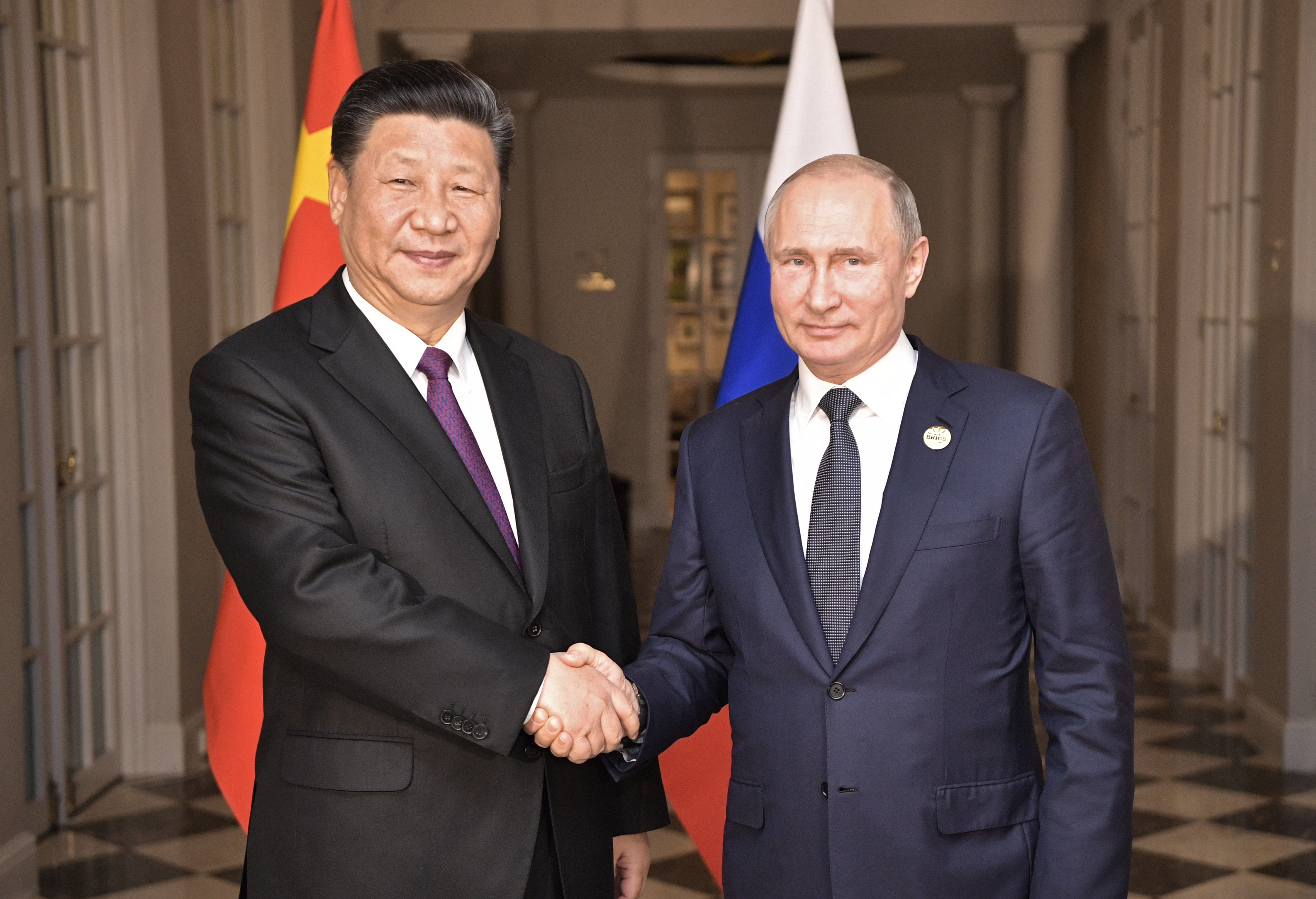
Си Цзиньпин возглавил Китай в 2013 году, а Владимир Путин в 2012 вернулся на пост президента России

- ВВП Китая стал вторым в мире (2010). Система социального кредита (2014).
- Протесты в Гонконге (2014, 2019).
- Обвал фондового рынка Китая (2015 — 2016).
- Отмена политики «одна семья — один ребёнок» (2015—2016).
- Политические реформы в Мьянме, завершение военной диктатуры[англ.] (2011—2015).
- Преследование рохинджа в Мьянме (2016—2017).
- Военный переворот в Таиланде (2014).
- Корейский кризис (2013).
- «Вторая холодная война».
- Завершение вооружённого конфликта на юге Филиппин (2019),
- бои при Марави (2017).
- Война с наркотиками на Филиппинах (с 2016).
- Импичмент Пак Кын Хе (2016—2017).
- Торговая война Китая и США (с 2018).

#### Латинская Америка
- Политические кризисы в Венесуэле: с 2013, 2019—2023.
- Протесты в Бразилии: 2013, 2015—2016.
- Импичмент Дилме Русеф (2015—2016).
- «Кубинская оттепель» (с 2014).
- Эпидемия лихорадки Зика в Латинской Америке (2015).
- Завершение полувековой гражданской войны в Колумбии (2016).
- Переворот после президентских выборов в Боливии, бегство Эво Моралеса из страны (2019).
- Скандалы с «панамскими документами» (2016) и «райскими документами» (2017).

#### Россия
- Основаны инновационный центр «Сколково» (Москва) и Иннополис (Татарстан).
- Декабрьские межэтнические волнения (2010).
- Переименование милиции в полицию (2010—2011).
- Отмена перехода на зимнее/летнее время (2011—2014). Изменения часовых поясов.
- Протестное движение в России (2011—2013):
  - Возвращение выборов губернаторов (2011)
  - Арест Pussy Riot (2012)
  - «Болотное дело» (2012).
- Владимир Путин в третий раз вступил в должность президента (2012).
- Закон об «иностранных агентах» (2012).
- Вступление России во Всемирную торговую организацию (2012).
- Строительство космодрома «Восточный» (2012—2016).
- Коррупционный скандал в Министерстве обороны (2012).
- Единый реестр запрещённых сайтов (2012).
- «Акт Магнитского» и «Закон Димы Яковлева» (2012—2013).
- Реформа Российской академии наук (2013).
- Помилование Михаила Ходорковского (2013) и Платона Лебедева (2014).

- «Крымская весна» (2014):

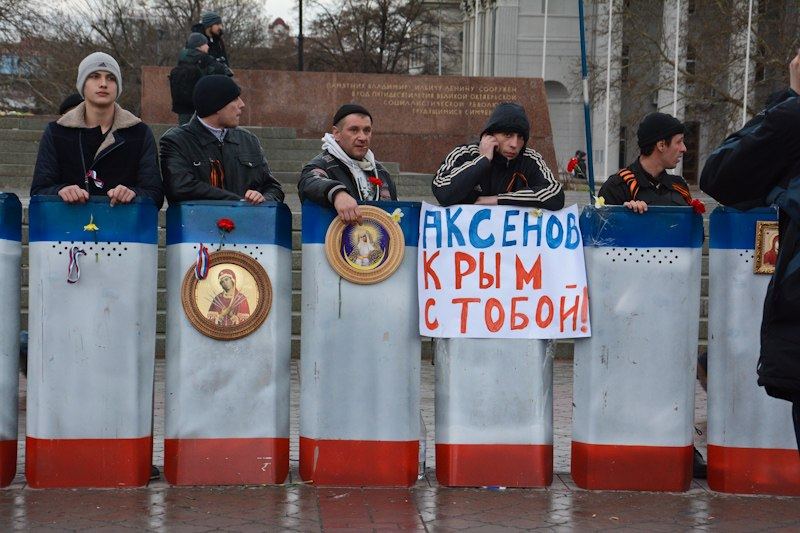
В 2014 году Крым де-факто вошёл в состав России (на фото — группа пророссийских активистов)

  - Захват и Аннексия Крыма Российской Федерацией
  - Международные санкции в связи с аннексией Крыма
  - Российское продовольственное эмбарго.
  - Импортозамещение.
- Антивоенные протесты в России (2014).
- Обвал курса рубля (2014).
- Допинговый скандал в ВФЛА (с 2015).
- Убийство Бориса Немцова (2015).
- Национальная платёжная система «Мир» (2015).
- Система «Платон» (2015).
- «Закон Яровой» (2016).
- Дело Улюкаева (2016—2017).
- Массовые протесты против коррупции, организованные Алексеем Навальным (2017—2018).
- Владимир Путин в четвёртый раз вступил в должность президента (2018).
- Повышение пенсионного возраста и НДС (2018):
  - Протесты против повышения пенсионного возраста.
- Военные учения «Восток-2018», самые масштабные с 1981 года.
- Протесты в Москве из-за недопуска независимых кандидатов на выборы в Мосгордуму (2019).

### Катастрофы, стихийные бедствия, теракты

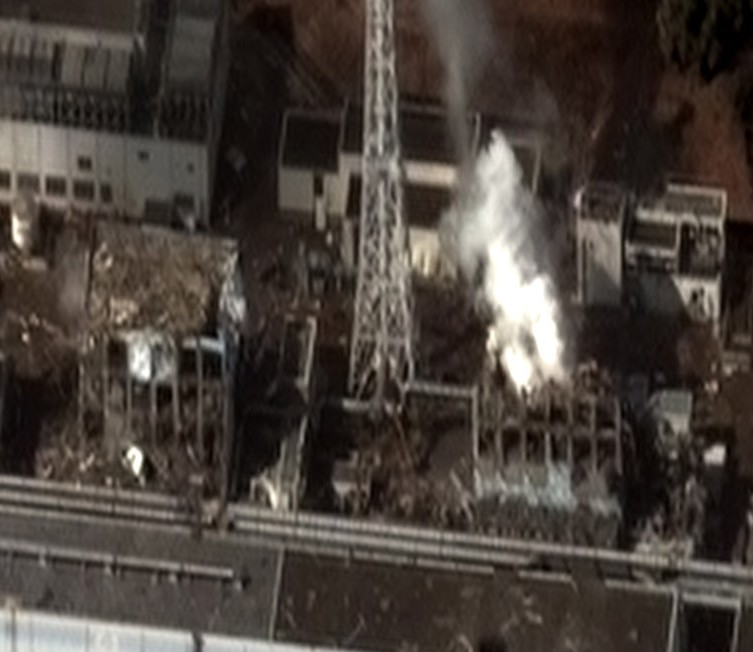
Последствия взрыва на 3 энергоблоке АЭС «Фукусима»

- Многочисленные землетрясения по всей планете в 2010 году, в том числе на Гаити (погибли 250 000 человек), в Чили и Китае.
- Аномальная жара в Северном полушарии (2010; Аномальная жара в России).
- Извержение вулкана в Исландии близ ледника Эйяфьядлайёкюдль (2010).
- Катастрофа Ту-154 в Смоленске (2010), гибель президента Польши Леха Качиньского и высшего военного командования Польши.
- Теракт в московском метро (2010).
- Взрыв нефтяной платформы Deepwater Horizon в Мексиканском заливе (2010).
- Наводнения в Центральной Европе, Пакистане (2010), Австралии и Южной Африке (2010—2011), Таиланде и Рио-де-Жанейро (2011; Эль-Ниньо).
- Теракт в аэропорту Домодедово (2011).
- Землетрясение в Японии (2011). Авария на АЭС Фукусима I.
- Теракты в Норвегии (2011).
- Крушение теплохода «Булгария» (2011)
- Массовые торнадо в США[англ.]. Ураганы Айрин (2011) и Сэнди (2012).
- Наводнения в Краснодарском крае (2012), Европе, Индии, Афганистане, Пакистане, на Дальнем Востоке России и в Китае (2013).
- Крушение лайнера Costa Concordia (2012).
- Падение метеорита Челябинск (2013).
- Теракты в автобусе, на вокзале и в троллейбусе в Волгограде (2013).
- Теракт на Бостонском марафоне (2013)
- Железнодорожная катастрофа в Сантьяго-де-Компостела (2013)
- Катастрофа Boeing 737 в Казани (2013)
- Катастрофа Boeing 777 в Донецкой области (2014).
- Катастрофа в Московском метрополитене (2014).
- Пропажа самолёта Малайзийских Авиалиний в Индийском океане (2014).
- Крушение траулера «Дальний Восток» (2015).
- Землетрясение в Непале (2015).
- Взрывы в Тяньцзине (2015)
- Террористический акт в редакции Charlie Hebdo (2015)
- Теракты в Париже 13 ноября 2015 года
- Катастрофа A321 над Синайским полуостровом (2015)
- Катастрофа Boeing 737 в Ростове-на-Дону 19 марта 2016 года
- Взрыв на шахте «Северная» (2016)
- Теракты в Брюсселе 22 марта 2016 года
- Теракт в Ницце 14 июля 2016 года
- Катастрофа Ту-154 под Сочи 25 декабря 2016 года
- Теракт в Петербургском метрополитене 3 апреля 2017 года
- Стрельба в Лас-Вегасе 1 октября 2017 года
- Пожар в торговом центре «Зимняя вишня» (2018).
- Массовое убийство в Керченском политехническом колледже (2018).
- Взрыв в жилом доме в Магнитогорске (2018).
- Пожар в соборе Парижской Богоматери (2019)
- катастрофа SSJ 100 в Шереметьево.(2019)
- Лесные пожары в Австралии (2019—2020)
- Вспышка коронавируса 2019-nCoV в Китае, которая переросла в пандемию уже в 2020 году.

## Наука и технологии

### Изучение космоса

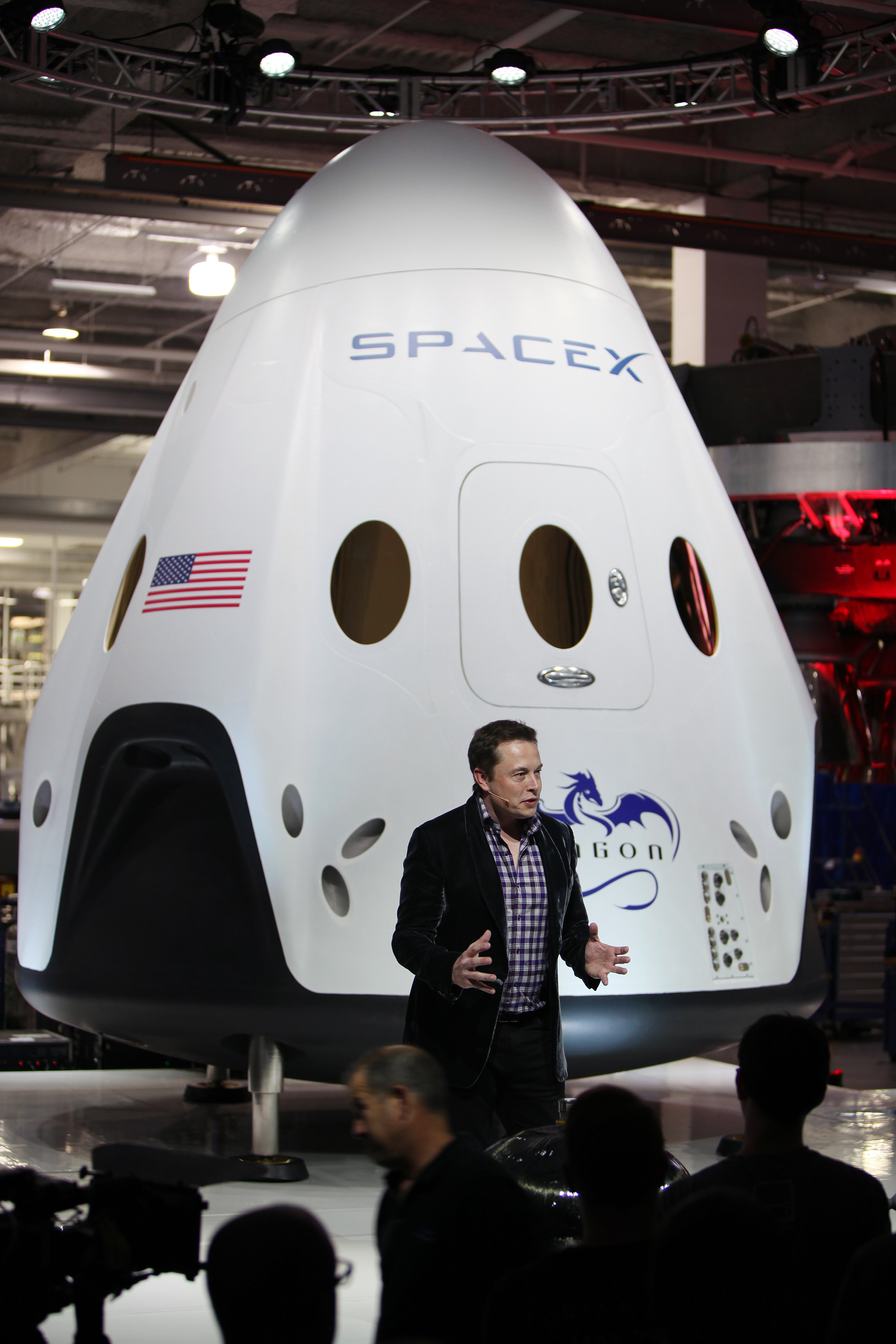
2010-е дали толчок развитию частной космонавтики. На фото — частный космический корабль Dragon V2 компании SpaceX и её основатель Илон Маск

- Марсоход «Спирит» вышел из строя и завершил свою миссию (2010).
- Миссия «Чанъэ-2» приступила к изучению Луны (октябрь 2010).
- Космический аппарат «Акацуки» не смог с 1-й попытки выйти на орбиту Венеры (декабрь 2010).
- Космический аппарат «Мессенджер» вышел на орбиту Меркурия и приступил к его изучению (18 марта 2011)
- Введена в эксплуатацию первая китайская орбитальная станция «Тяньгун-1» (29 сентября 2011).
- Аппарат «Чанъэ-2» приступил к изучению астероида (4179) Таутатис (15 апреля 2012).
- Аппарат «GRAIL» приступил к изучению Луны (2012).
- Посадка на Марс марсохода «Curiosity» (2012).
- Аппарат «LADEE» приступил к изучению Луны; впервые были испытаны технологии оптической связи в космосе (2013).
- Станция «Чанъэ-3» доставила на Луну луноход «Юйту»; на Луну впервые доставлен телескоп (2013).
- Спутник «MAVEN» приступил к изучению Марса (2014).
- Станция «Мангальян» приступила к изучению Марса (2014).
- Станция «Чанъэ-5Т1» приступила к отработке технологий полётов к Луне для будущей миссии Чанъэ-5; в задачи китайской программы входит доставка к Луне космического аппарата частного европейского проекта 4M Manfred Memorial Moon Mission (октябрь 2014).
- Первая мягкая посадка космического аппарата («Филы») на поверхность кометы (2014).
- Космический аппарат «Мессенджер» завершил работу и был разбит о поверхность Меркурия[6] (30 апреля 2015).
- Станция «Новые горизонты» впервые провела исследование Плутона и его спутников с пролётной траектории (2015).
- Введена в эксплуатацию орбитальная лаборатория «Тяньгун-2» (15 сентября 2016).
- Космический аппарат «Акацуки» со 2-й попытки вышел на орбиту Венеры и приступил к работе (7 декабря 2015).
- Аппарат «Юнона» приступил к изучению Юпитера и его спутников (5 июля 2016).
- Аппарат «Трейс Гас Орбитер» приступил к изучению Марса; утерян зонд «Скиапарелли» (2016).
- Первый пуск ракеты-носителя «Союз-2.1а» с космодрома «Восточный» в Амурской области (2016).
- Создана рабочая версия бестопливного двигателя EmDrive для орбитальных спутников. Аппарат прошёл успешные испытания на борту космической лаборатории «Тяньгун-2»[7] (21 декабря 2016).
- Компания SpaceX впервые повторно запускает ракету-носитель (2017).
- Первая мягкая посадка космического аппарата («Чанъэ-4») на обратную сторону Луны (2019).
- Индийский лунный орбитальный зонд Чандраян-2 вышел на окололунную орбиту. Утеряны посадочный зонд Викрам и луноход Прагъян (20 августа 2019 год).

### Биотехнологии и медицина
- Первая успешная полная трансплантация лица (2010).
- Расшифровка генома неандертальца (2010)[8].
- Создание организма с искусственным геномом (2010).
- В Великобритании в 2015 году впервые в мире легализован метод цитоплазматической замены при проведении экстракорпорального оплодотворения. Детей, зачатых таким образом, называют «детьми от трёх родителей»[8].
- Рождение первых генетически модифицированных людей (2018).

### Физика и математика
- Обнаружен Бозон Хиггса (2012)[9][10][11][12].
- Учёные коллабораций LIGO и VIRGO объявили об экспериментальном открытии предсказанных Эйнштейном гравитационных волн (2016).

### Электроника и цифровые технологии

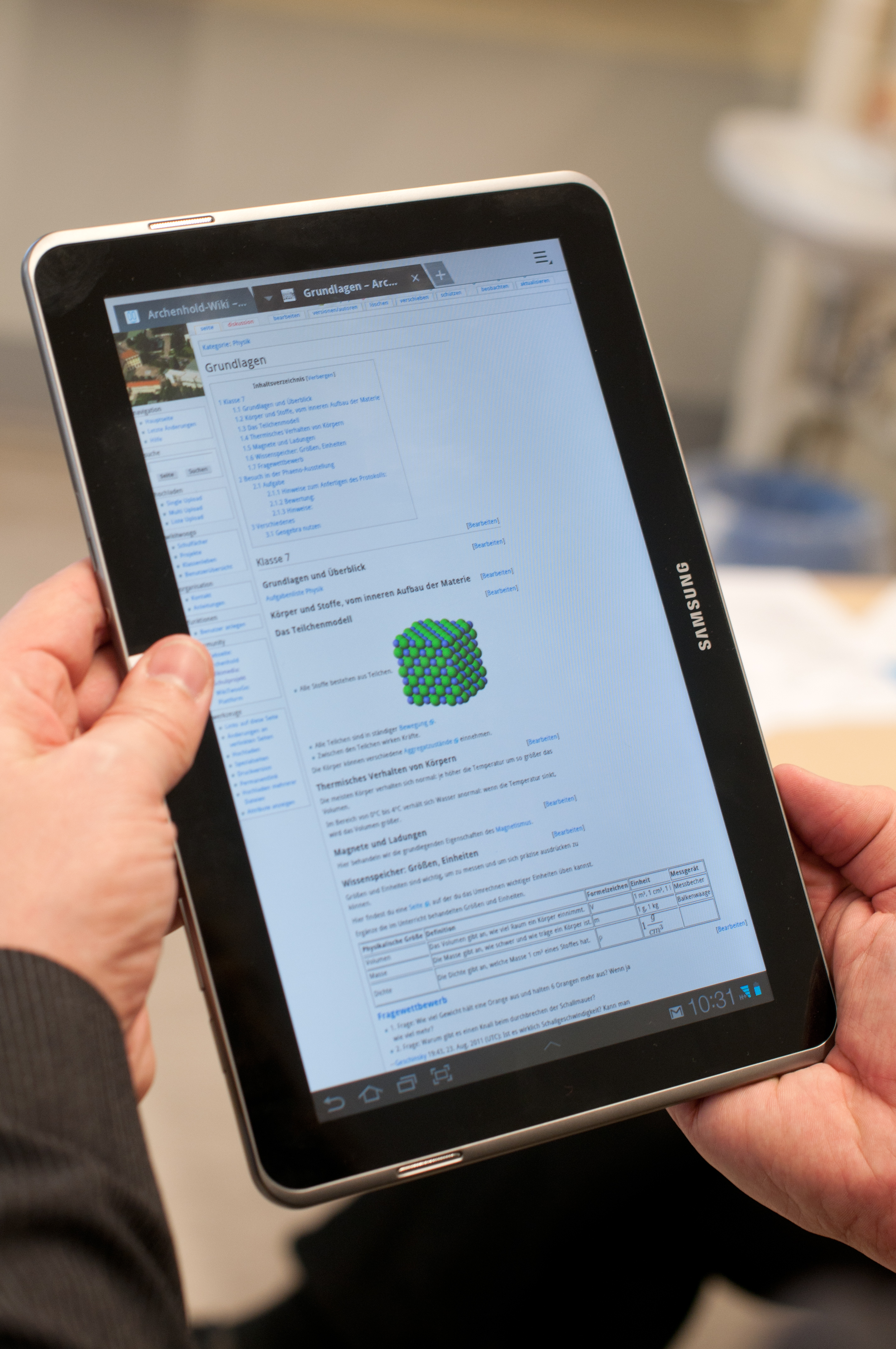
Планшетный компьютер Samsung Galaxy, появившийся в начале 2010-х

- Интернет-планшеты получили широкое распространение после выхода iPad (2010).
- Исчерпание IPv4-адресов. Международный день IPv6 (2011).
- Выпуск Windows 8 (2012) и Windows 10 (2015) компанией Microsoft. Появление нового интерфейса Metro (2012).
- Испытания беспилотных автомобилей на дорогах общего пользования.
- Умные очки Google Glass тестировались большим сообществом разработчиков, но в итоге не были запущены в широкое производство.
- Появление шлемов виртуальной реальности.
- Появление голосовых поисковых систем (виртуальных роботов) Google Assistant, Siri, Кортана, Amazon Alexa, Дуся, Алиса и т. д. Появление смарт-колонок.
- Цифровые форматы JPEG, GIF, TXT, PDF, DOC вытеснили плёночные фотоаппараты, бумажную фотографию и печатную продукцию. Происходит кризис, переориентация производства и малого бизнеса данной сферы (фотоателье, порно-индустрия[13], типография, журналы, газеты). Появляется множество программ и устройств, позволяющих создавать, редактировать, просматривать и читать электронные версии фотографий, книг и документов. Многие газеты и журналы уходят в цифровой формат виртуальных сайтов и существуют за счёт рекламы и краудфандинга (например, такой старинный журнал, как Вокруг Света и газеты Аргументы и Факты, Московский Комсомолец и т. д.). Значительно снизились объёмы печати и продаж бумажных книг[14][15]. Возросла роль бесплатных цифровых сайтов-газет, сайтов-журналов, порносайтов, снижается роль печатных платных версий.
- Цифровой аудио-формат MP3 стал универсальным бесплатным стандартом хранения и передачи музыки и аудиокниг. В среде меломанов популярность приобретают запрещённые на большинстве интернет-ресурсов lossless-форматы FLAC, WAV, APE и пр. Музыкальный медиа-рынок винила, аудио-кассет и компакт-дисков терпит кризис и делает ставку на коллекционеров. Идёт борьба медиа-корпораций с торрентами, «цифровым пиратством» и бесплатной музыкой[16][17][18][19]. К концу 10-х широкое распространение получают стриминговые сервисы — как требующие платной подписки, так и условно бесплатные, ограниченные рекламой, уровнем качества или лимитом на бесплатное прослушивание (Яндекс.Музыка, VK Музыка, Bandcamp).
- Цифровые деньги. В течение 10-х годов широкое распространение получили электронные банковские карты, в России во второй половине 10-х на них даже стали зачислять зарплаты и пенсионные выплаты, ряд аналитиков даже отмечали определённый бум на электронные платежи[20]. Помимо электронных банковских карт появилась технология Near Field Communication (NFC), позволяющая совершать покупки и оплаты посредством смартфона или NFC-браслета. Так же в этот период появляется цифровая валюта — криптовалюта. В конце десятилетия майнинг криптовалюты переживает бум, который позже идёт на спад.
- Киберсексуальная революция.
  - Появление массовой веб-проституции, тесно связанное с развитием эрочатов, недорогих мобильных андроид-устройств и ростом скоростей передачи данных (оптиковолоконный кабель и беспроводной 4G). В 2013 году канал CNBC сообщал, что некоторые топовые модели на MyFreeCams.com зарабатывают от $75 тыс. до $100 тыс. в месяц. Это было больше, чем зарабатывали многие традиционные порноактрисы, которые за те же деньги были вынуждены сниматься в реальных секс-сценах. При этом сами веб-модели в большинстве своём не считают себя порнозвёздами. После достижения определённого финансового успеха многие просто покидают сайт[21].
  - Sextech: расцвет вибраторов и секс-игрушек. С развитием вебкам-проституции и анонимной интернет торговли значительно возрос спрос на сложные механизмы, призванные доставить сексуальное удовольствие[22][23].

### Интернет и связь
- Произошла глубокая социальная и культурная трансформация мирового общества. Мир становится цифровым[24]. Происходит цифровая революция[25][26][27][28].
- Широкое распространение планшетов, смартфонов и смарт-часов с сенсорными экранами[источник не указан 992 дня]. Снижение продаж ПК[значимость факта?].
- Мобильный интернет начинает преобладать над стационарным: в 2019 году трафик с мобильных устройств составлял 63 % визитов на вебсайты, а с настольных компьютеров и ноутбуков только 32 %[29].
- Новые мессенджеры — Telegram, WhatsApp, WeChat, Snapchat — приходят на смену ICQ и Skype. Telegram также внедряет в мессенджеры элементы блогов и соцсетей.
- Эпоха господства сетей 4-го поколения (4G).
- Социальные сети Фейсбук, ВКонтакте, Одноклассники, Renren собирают многомиллионные аудитории пользователей[30][31] по всему миру, становясь транснациональными брендами и корпорациями.

### Транспорт
- Гражданские беспилотные роботы БПЛА («дроны») начали набирать популярность в начале 2010-х годов. В 2010 году Федеральное управление гражданской авиации США (ФАА) ошибочно предполагало, что к 2020 году в мирных целях будут использоваться порядка 15 000 дронов. В аналогичном прогнозе ФАА в 2016 году эта оценка была повышена до 550 000. В прогнозе компании «Business Insider», выпущенном в 2014 году, рынок гражданских БПЛА в 2020 году оценивался 1 миллиард долларов США, но уже два года спустя эта оценка была повышена до 12 миллиардов долларов[32]. В России гражданские дроны не очень популярны, но прецеденты по использованию дронов в бизнесе и криминалом растут[33][34].
- В среде молодёжи набирают популярность новые индивидуальные транспортные средства: электрические сегвеи, моноколёса, гироскутеры.

### Архитектура

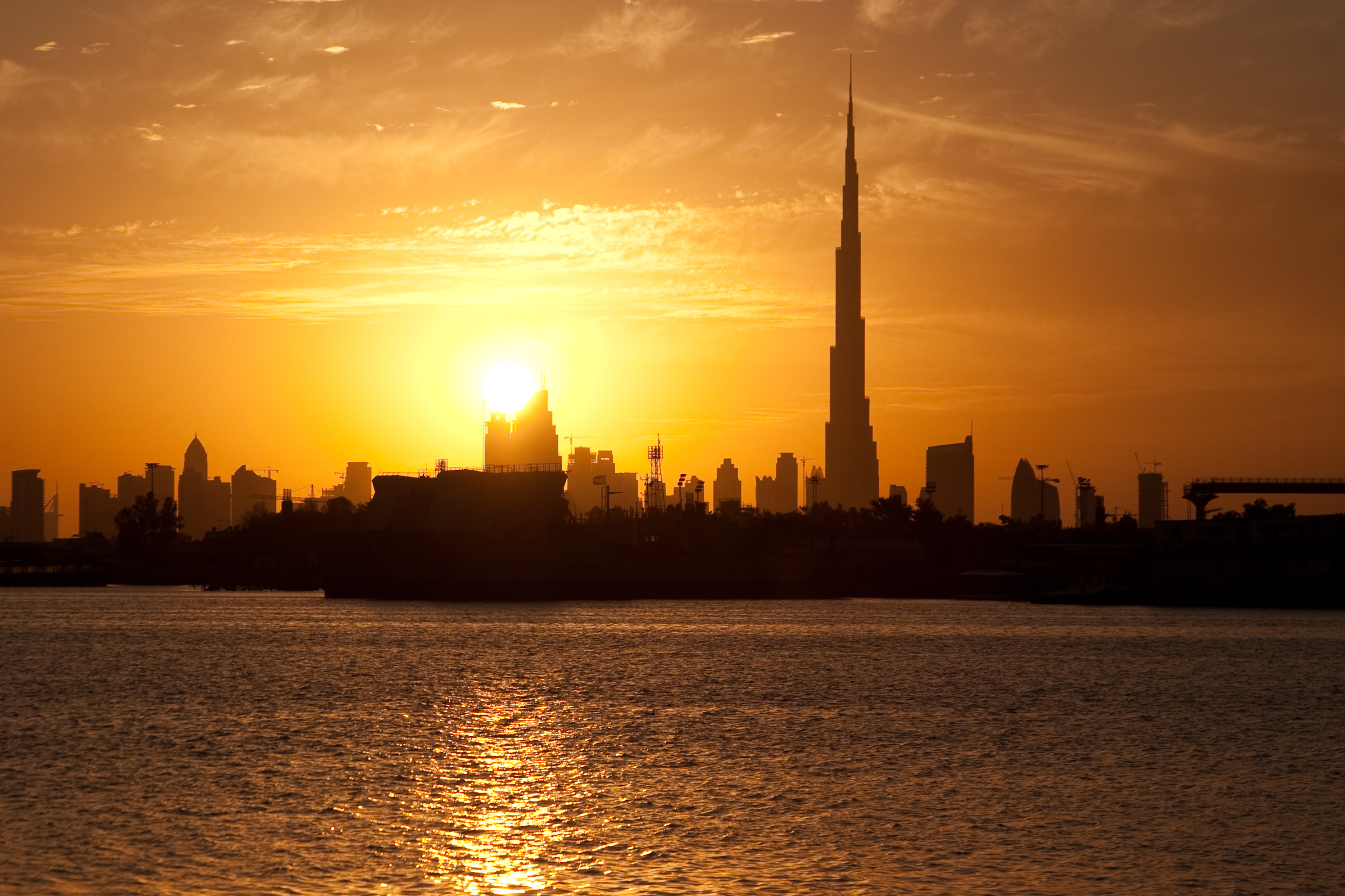
Бурдж Халифа, самое высокое здание в мире

В 2010-е годы благодаря новым технологиям строительства возведено много зданий и сооружений, ставших на тот момент крупнейшими в своём роде в мире или отдельном регионе.
- Небоскрёб Бурдж Халифа (2010) в городе Дубай, ОАЭ высотой 828 метров, самый высокий в мире.
- Даньян-Куньшаньский виадук (2010, Китай), самый длинный мост в мире — 164,8 километров.
- Крымский мост (2018), самый длинный мост в России (16,8 км).
- Русский мост (2012), самый длинный в мире вантовый мост — 3,1 км (Владивосток, Россия).
- Новый Всемирный торговый центр (2013) — комплекс зданий на месте погибших Башен-близнецов в Нью-Йорке, США. Центральная башня (541 м) стала самым высоким зданием в Западном полушарии.
- Абрадж аль-Бейт (2012), самая высокая гостиница в мире (Мекка, Саудовская Аравия).
- Введена в строй Три ущелья (2012), крупнейшая ГЭС в мире (Китай).

## Культура

### Интернет
- Центром мировой культуры окончательно становится интернет. Появляются и завоёвывают аудиторию интернет-знаменитости: блоггеры, видеоблоггеры, стримеры. Интернет-мемы становятся важной частью популярной культуры.
- Самые популярные площадки для общения и обсуждения — социальные сети, такие как Facebook, Twitter, Вконтакте. Появление новых популярных сайтов и приложений — Instagram (2010), Pinterest (2010), Twitch (2011), Telegram (2013), TikTok (2018).
- Видеохостинг Youtube[35][36][37], а также интернет-каналы видео по запросу Netflix, Hulu, Amazon и другие становятся серьёзными конкурентами эфирных телеканалов.

### Кино и телевидение
2010-е годы в кино: 2010 • 2011 • 2012 • 2013 • 2014 • 2015 • 2016 • 2017 • 2018 • 2019

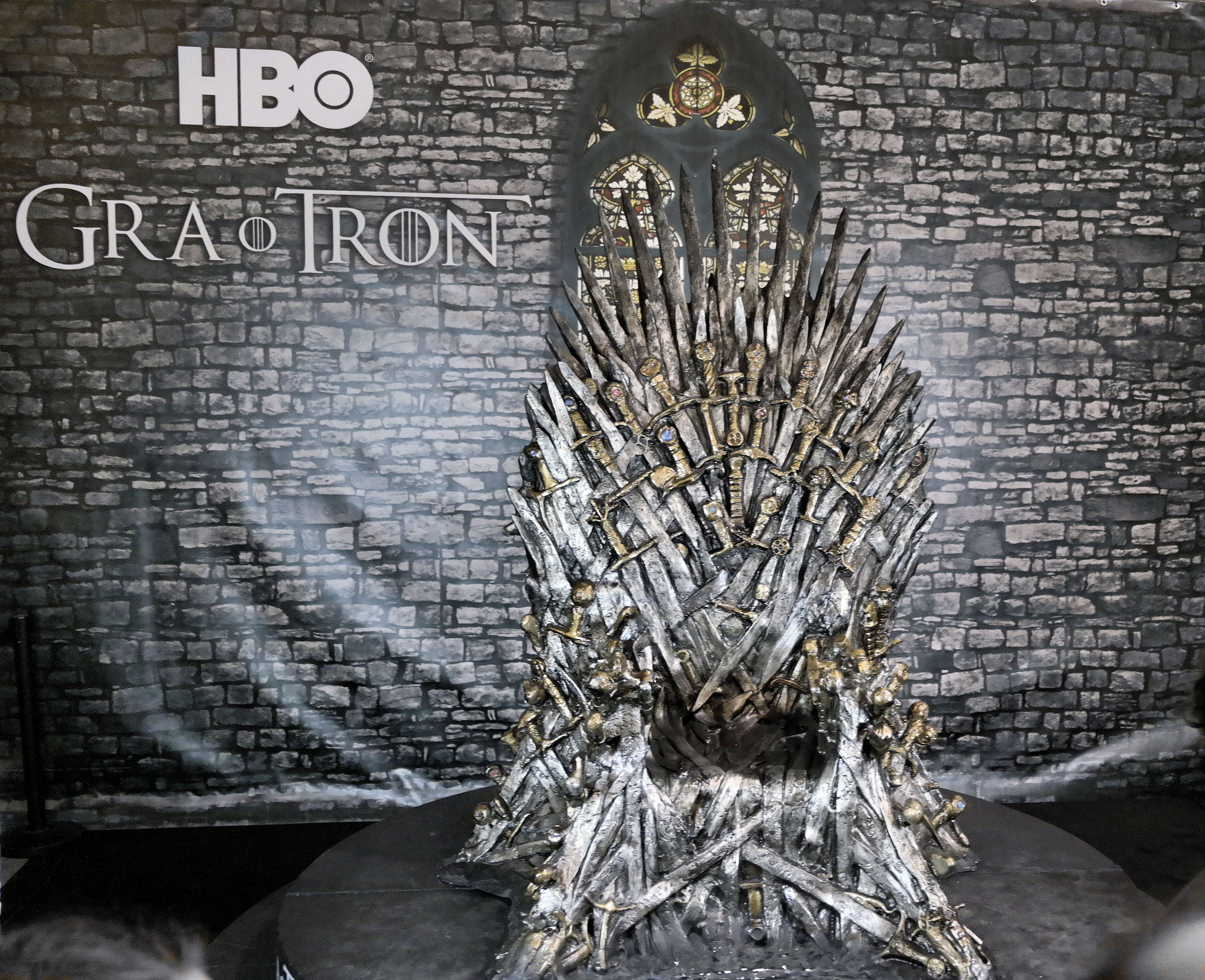
Макет трона из «Игры престолов», одного из самых популярных телесериалов 2010-х

- Кассовые сборы фильмов бьют все рекорды. В 2019 году вышел самый кассовый на тот момент фильм «Мстители: Финал» (2,8 млрд долларов) и самый кассовый на тот момент мультфильм — ремейк «Короля Льва» (1,6 млрд). Другими самыми кассовыми фильмами десятилетия становятся: «Звёздные войны: Пробуждение силы», «Мстители: Война бесконечности», «Мир юрского периода», «Холодное сердце 2», «Мстители», «Форсаж 7». Все они собирают в прокате по 1,5 миллиарда долларов и более и входят на конец десятилетия в топ-10 самых кассовых фильмов за всю историю (из фильмов, снятых до 2010-х, в топ-10 остаются только «Аватар» и «Титаник»).
- В Голливуде продолжается бум супергеройского кино, экранизаций комиксов и киновселенных, таких как Marvel и DC[38]. В 2012—2019 годах выходит серия фильмов «Мстители». Супергеройский жанр в 2010-е годы считается наиболее популярным и прибыльным[39][40].
- Расцвет 3D-кинематографа после успеха фильма «Аватар» (2009)[38]. Кратковременный расцвет научно-фантастического кино о космосе («Гравитация», «Интерстеллар», «Марсианин», «Прибытие»)[38][41].
- Снимается множество ремейков и сиквелов популярных в прошлом фильмов, особенно фильмов 1980-х («Терминатор», «Звёздные войны», «Охотники за привидениями», «Безумный Макс», «Бегущий по лезвию», «Трон», «Конан-варвар»)[4] и 1990-х («Парк юрского периода», «Король Лев», «Красавица и Чудовище», «Аладдин»).
- Студии Lucasfilm (2014) и 20th Century Fox (2019) проданы компании Disney, которая после этого приближается к роли монополиста в индустрии кино. Снимаются новые фильмы по вселенной «Звёздные войны»; первый из них, «Пробуждение силы», становится третьим по сборам за всю историю.
- Экранизация книги Джона Толкина «Хоббит, или Туда и обратно» в виде кинотрилогии, каждый фильм собирает в прокате около миллиарда долларов.
- В мультипликации продолжается гегемония компьютерной анимации. Компьютерные мультфильмы «Холодное Сердце», «Миньоны», «Зверополис» и «В поисках Дори» собирают в прокате более миллиарда каждый. Наиболее успешные студии — Disney и её подразделение Pixar.
- Кризис эфирного ТВ[42]. Взлёт и падение популярности 3D-телевидения (2010—2014).
- Выходит «Игра престолов» (2011—2019) — один из самых успешных телесериалов в истории. Он также стал также самым дорогим сериалом в истории на тот момент — суммарный бюджет всех 8 сезонов составил 630 миллионов долларов[43].
- Многочисленные скандалы, связанные с обвинениями известных личностей и американской киноакадемии в расизме, сексизме или сексуальных домогательствах. (См. #OscarSoWhite, #MeToo, Эффект Вайнштейна).
- Ключевые режиссёры десятилетия[44][45][46]: Кристофер Нолан, Дени Вильнёв, Алехандро Гонсалес Иньярриту, Уэс Андерсон, Альфонсо Куарон, Гильермо Дель Торо.
- Боевик «Безумный Макс: Дорога ярости» большинство западных критиков назвало главным фильмом десятилетия (по подсчётам агрегатора Metacritic)[47]. Среди других фильмов, которые часто называли главными фильмами десятилетия — драмы «Лунный свет», «Отрочество» и «Древо жизни», байопик «Социальная сеть», триллеры «Прочь» и «Начало».
- Лучшими сериалами 2010-х по подсчётам Metacritic чаще всего называли: религиозную драму «Оставленные», фэнтези «Игра престолов», триллеры «Во все тяжкие» и «Американцы», трагикомедию «Дрянь»[48]. «Игра престолов» стала также самым популярным художественным сериалом по числу просмотров, в том числе пиратских[49].

### Видеоигры
- Доходы индустрии игр стремительно растут и уже сопоставимы по масштабам с индустриями кино и спорта[50][51]
- Распространение коммерческих устройств виртуальной реальности и игр для них.
- Становятся популярны игры в дополненной реальности, такие как Pokemon Go.
- Растёт популярность и прибыльность киберспорта.
- Широкое распространение игр для мобильных устройств.
- Геймергейт и другие социально-политические скандалы в игровой индустрии.
- Лучшей игрой десятилетия большинство изданий назвало приключенческий боевик The Legend of Zelda: Breath of the Wild. Также играми десятилетия называли ролевые игры The Witcher 3: Wild Hunt, The Elder Scrolls V: Skyrim и Dark Souls, приключенческие боевики The Last of Us, Grand Theft Auto V и Red Dead Redemption 2[52]. Самой продаваемой игрой десятилетия и всех времён стала «песочница» Minecraft.

### Музыка
В популярной музыке доминируют хип-хоп и дабстеп. Появление жанров клауд-рэп, вич-хаус, вейпорвейв. K-Pop привлёк большое внимание после выхода клипа Gangnam Style (2012), что в конце десятилетия проявилось в популярности группы BTS. Рост популярности музыки и эстетики 1980-х и связанный с этим расцвет жанра синтвейв (Perturbator, Carpenter Brut, Kavinsky). Рок-музыка переживает стагнацию, но ранее успешные жанры и артисты продолжают пользоваться популярностью.
Онлайн-стриминг стал одним из самых популярных способов потребления музыки, особенно с мобильных телефонов. Рынок компакт-дисков и других носителей просел.
В поп-музыке начали преобладать ещё более короткие песни, «разговорная» манера исполнения, заимствованная из рэпа, и более монотонные мелодии, реже используются «цепляющие» припевы.
В 2017 году вышел трек и видео Despacito. Став самым прослушиваемым треком и самым просматриваемым видео.
В России — рост популярности хип-хопа и в особенности рэп-баттлов в интернете. «Новая русская волна» групп в жанре пост-панк и поп-рок.
Западные музыкальные критики назвали главными альбомами десятилетия работы рэперов Кендрика Ламара и Канье Уэста.

### Мода

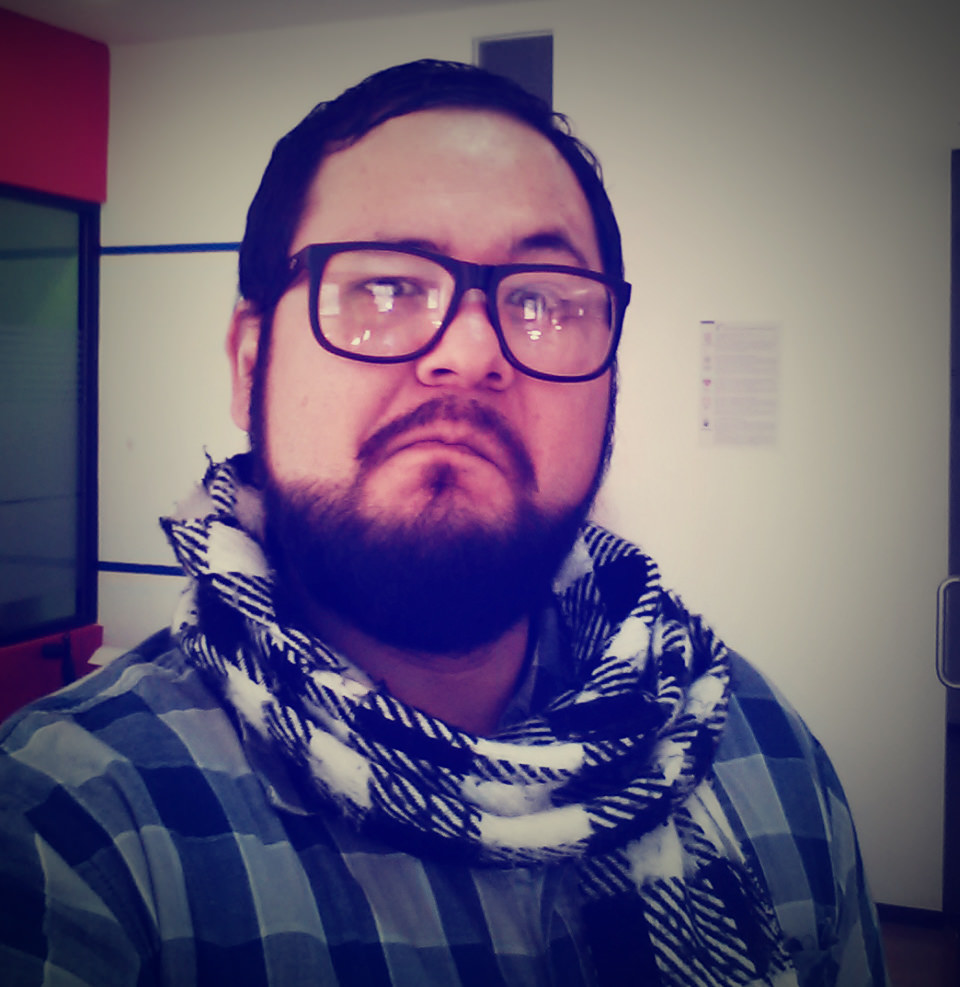
Мужчина, одетый по хипстерской моде (ирония над стереотипом)

- Субкультура и стиль хипстеров переживает взлёт, а затем спад популярности[56][57][58].

## Спорт

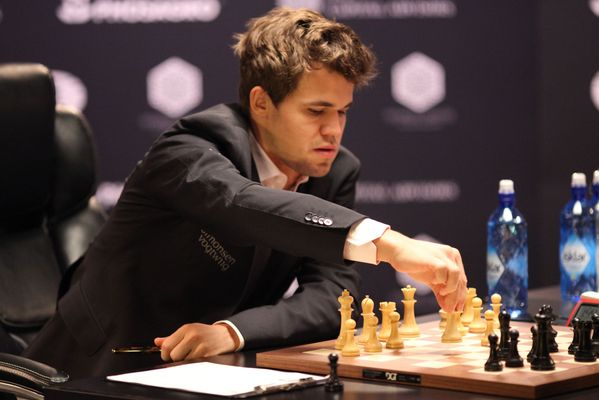
Магнус Карлсен — чемпион мира по шахматам с 2013 года

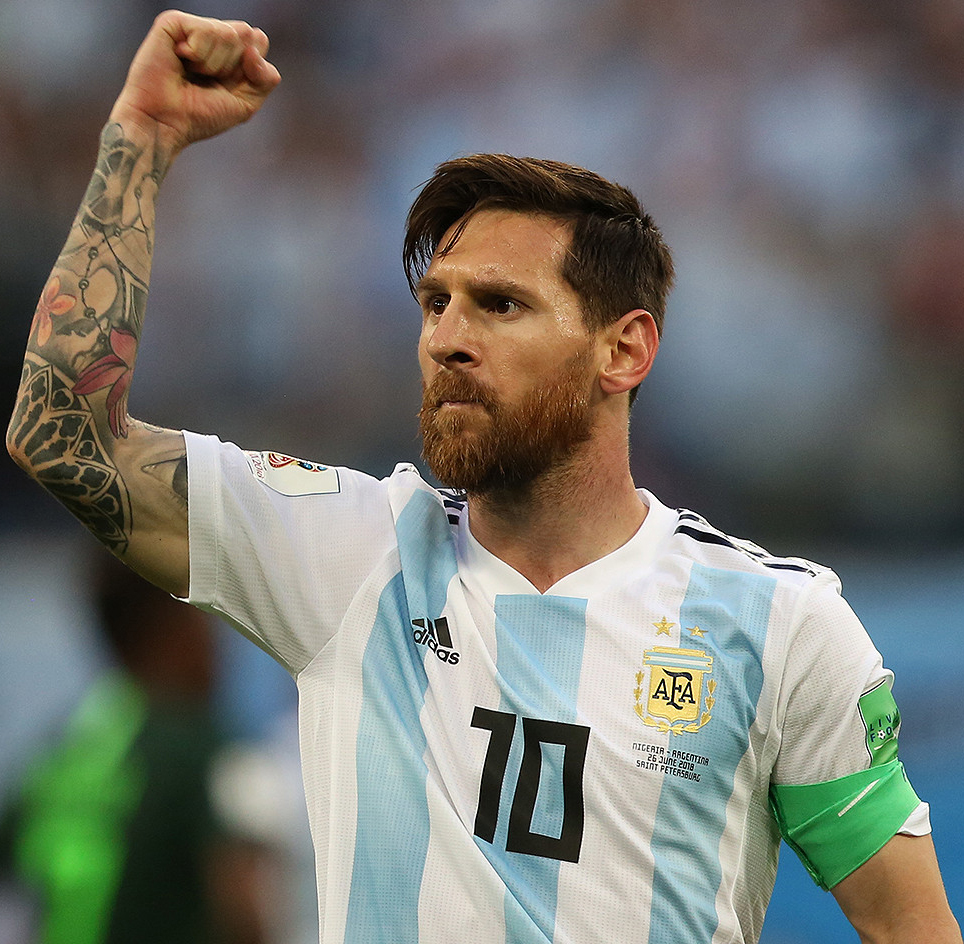
Лионель Месси — самый успешный футболист 2010-х